# بيير شوفالييه
بيير شوفالييه (بالفرنسية: Pierre Chevalier)‏ (و. 1905 – 2001 م) هو مستكشف، ومتسلق جبال، من فرنسا، ولد في باريس، توفي عن عمر يناهز 96 عاماً.